# Prepodesma
Prepodesma é um género monótipo de plantas com flores pertencentes à família Aizoaceae. A sua única espécie é Prepodesma orpenii.
A sua área de distribuição nativa encontra-se na África do Sul.